# Friedrich Christian Laukhard

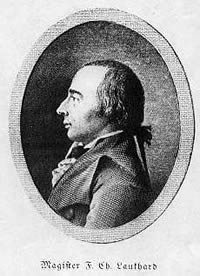
Magister F. Ch. Laukhard

Friedrich Christian Henrich Laukhard (* 7. Juni 1757 in Wendelsheim; † 28. April 1822 in Kreuznach) war ein deutscher Schriftsteller. Als Soldat nahm er von 1792 bis 1795 am Ersten Koalitionskrieg teil. Vor allem seine autobiographischen Schriften aus jener Zeit sind von historischem Wert.

## Leben

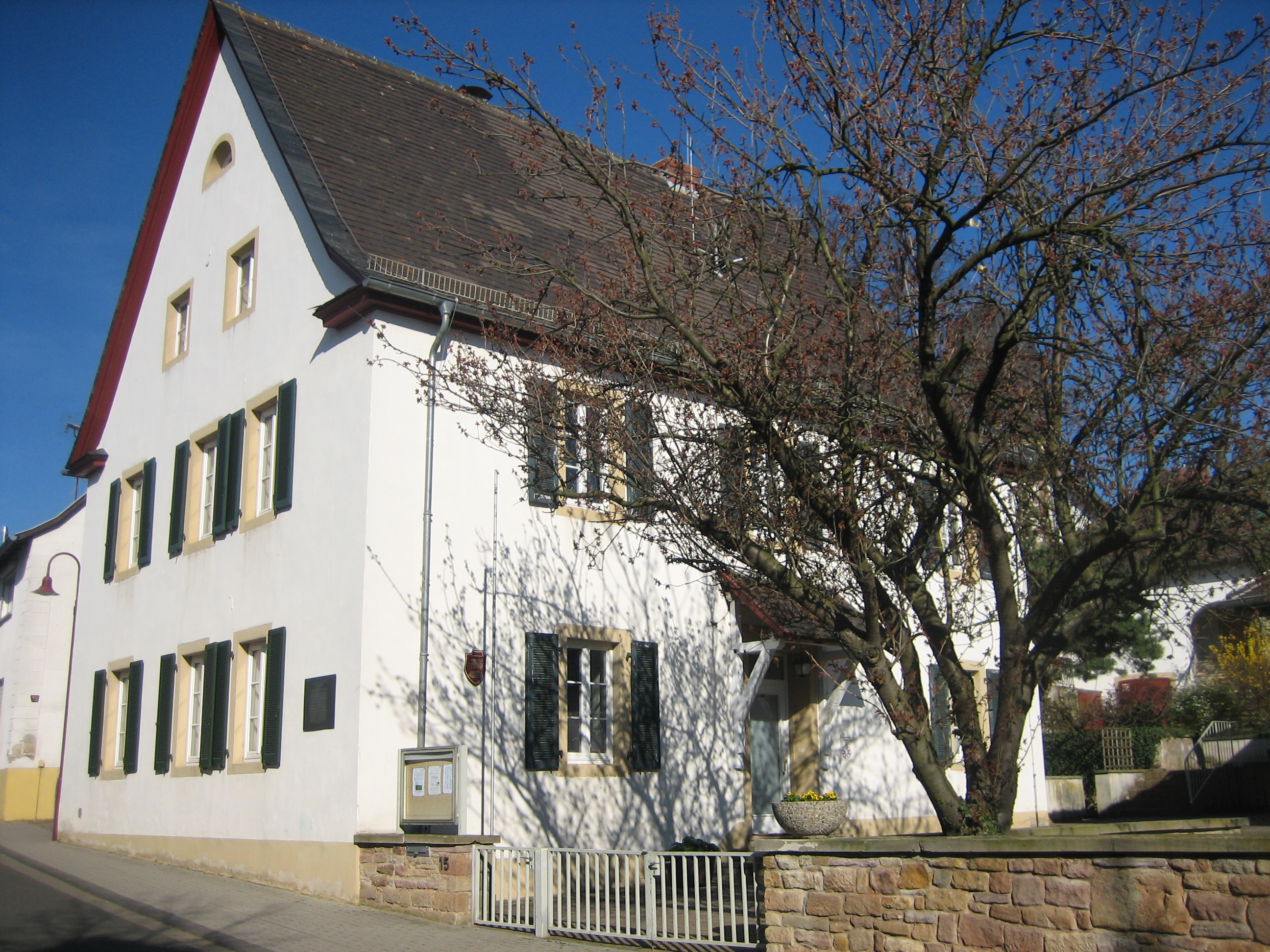
Geburtshaus in Wendelsheim

Laukhards Vater, Philipp Burkhard Laukhard, war protestantischer Pfarrer der damals pfälzischen Gemeinde Wendelsheim. Seine Mutter war Charlotte Dorothea geb. Dautel, eine Enkelin des Straßburger Rechtsgelehrten Johann Schilter. Von seinem Vater erhielt er schon früh Unterricht in Latein und Hebräisch. Als lutherisch-protestantischer Pfarrer in der reformierten Pfalz befand sich die Familie in der Situation einer konfessionellen Minderheit, und der Vater sah sich öfters den Anfeindungen seiner evangelischen Kollegen ausgesetzt. Durch ihn kam Laukhard erstmals mit Werken von Baruch Spinoza, Gottfried Wilhelm Leibniz und Christian Freiherr von Wolff in Berührung. Neben dem Privatunterricht besuchte Laukhard das Gymnasium in Grünstadt. Die übrige Erziehung Laukhards war sehr nachlässig; durch falschen Umgang und mangelnde Aufsicht wurde er schon „in der zartesten Jugend ein Säufer“. Sowohl die geistige Offenheit seines Elternhauses als auch die Ausschweifungen der Jugendjahre prägten das weitere Leben Laukhards.

### Studium
Auf Drängen seines Vaters studierte er von 1775 bis 1778 an der lutherischen Universität von Hessen-Darmstadt, der Hessischen Ludwigs-Universität in Gießen, Evangelische Theologie. Von den Gießener Professoren enttäuscht, stürzte er sich in das ungehemmte Studentenleben der Landsmannschaften und Studentenorden. Diesem unrühmlichen Teil seiner Universitätskarriere räumte er später einen großen Platz in seiner Autobiographie ein. Auch einige seiner Romane handeln von dieser Zeit. Allein der skandalumwitterte Professor Karl Friedrich Bahrdt hatte in diesen Jahren intellektuellen Einfluss auf Laukhards Entwicklung. In seinen Augen war Bahrdt der einzige Mann an der Theologischen Fakultät, der „etwas leisten konnte“. Der Rauswurf Bahrdts war daher ein einschneidendes Erlebnis für Laukhard, das seinen Hass auf die Gießener Universität verstärkte.
Nach seiner Rückkehr aus Gießen schickte ihn sein Vater noch für ein Jahr an die 1737 neu gegründete, vorbildlich ausgestattete und geführte Georg-August-Universität Göttingen, wo er nach eigenen Aussagen ein intensives Studium absolvierte. Überhaupt äußert sich Laukhard, der sehr kritisch gegenüber dem akademischen Betrieb seiner Zeit war, auffällig positiv über die Göttinger Universität.
Als er 1779 seine Studien vorerst beendete, fand er wegen seines liederlichen Lebenswandels und seiner freigeistigen Reden keine dauerhafte Anstellung als Vikar. Zwischenzeitlich verdingte er sich daher als Hauslehrer und als Jäger in Guntersblum.
Durch Vermittlung seines Vaters wurde Laukhard 1781 von Johann Salomo Semler in die preußische Universitätsstadt Halle geholt, in der Pietisten aus ganz Europa studierten, und erhielt dort eine Stelle als Lehrer im halleschen Waisenhaus. Gleichzeitig nahm er seine Studien wieder auf und wurde 1783 schließlich promoviert. Anschließend war er einige Zeit als Magister und Privatdozent an der Friedrichs-Universität Halle tätig. In dem Verlagsbuchhändler Franz Heinrich Bispink gewann er nicht nur einen Verleger, sondern auch einen engen Freund, der ihn über viele Jahre unterstützte und förderte.

### Militär

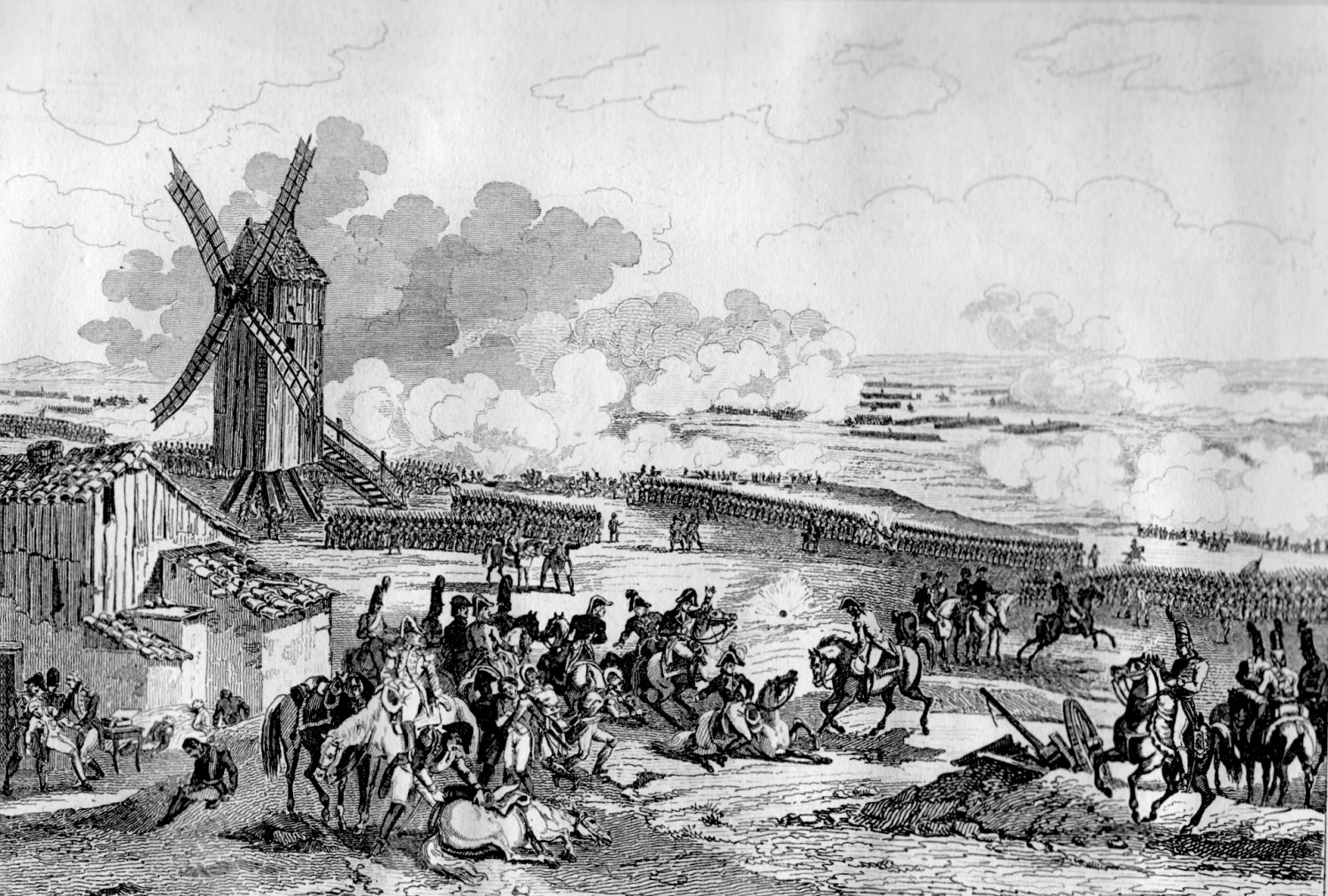
Kanonade von Valmy

Durch seinen umtriebigen und kostspieligen Lebenswandel arbeitslos geworden, meldete er sich schließlich als Kriegsfreiwilliger zur Preußischen Armee – ein sensationeller Vorgang, waren Studenten doch vom Militärdienst befreit. 1792 war Laukhards Regiment an der folgenreichen Kanonade von Valmy beteiligt. Der elende Rückzug der preußischen Truppen wird ausführlich von Laukhard geschildert. Sein Augenzeugenbericht ist eine wichtige Ergänzung und Kontrastierung zu Goethes Schilderung der Schlacht.
Wie er sich im preußischen Heerlager aufführte, davon gibt der (rückschauende) Bericht eines Assessors Lindemeyer einen Eindruck. Wegen seiner Trunksucht sei Laukhard nicht befördert worden, obwohl er beim Herzog von Braunschweig „gut gelitten“ gewesen sei. Mit seinen Besuchern begann er „in verschiedenen Sprachen von gelehrten Sachen“ sich zu unterhalten, „indessen seine Cameraden sich um ihn versammelten und seinen Reden mit aufgesperrtem Maule zuhorchten“. Im Jahr 1793 nahm Laukhard an der preußischen Belagerung der Stadt Landau teil. Wegen seiner entfernten Verwandtschaft mit Georg Friedrich Dentzel, dem revolutionären Kommandanten der Festung Landau, wurde Laukhard vom „Prinzen von Hohenlohe“ persönlich mit einer geheimen Mission beauftragt. Getarnt als Deserteur sollte Laukhard in die belagerte Stadt gelangen und Dentzel dort ein Bestechungsangebot überbringen. Nach Laukhards Aussagen scheiterte der Auftrag an Dentzels Weigerung. Laukhard wurde aber nicht enttarnt, sondern trat als Deserteur in die französische Revolutionsarmee ein. In der Folge wurde er sogar Mitglied der Sansculottes und zog durch das revolutionäre Frankreich.

### Lebensabend
Von 1804 bis 1811 war Laukhard Pfarrer in der Gemeinde Veitsrodt bei Idar-Oberstein. In diesen Jahren verfasste er zahlreiche Schriften. Seinen Lebensabend verbrachte er in Bad Kreuznach, wo der „nicht unberühmte Haller Dozent und preußische Grenadier“ Privatunterricht in den alten Sprachen für Schüler des dortigen Gymnasiums erteilte, um seinen Lebensunterhalt zu bestreiten. Er starb im 65. Lebensjahr.

### Einordnung

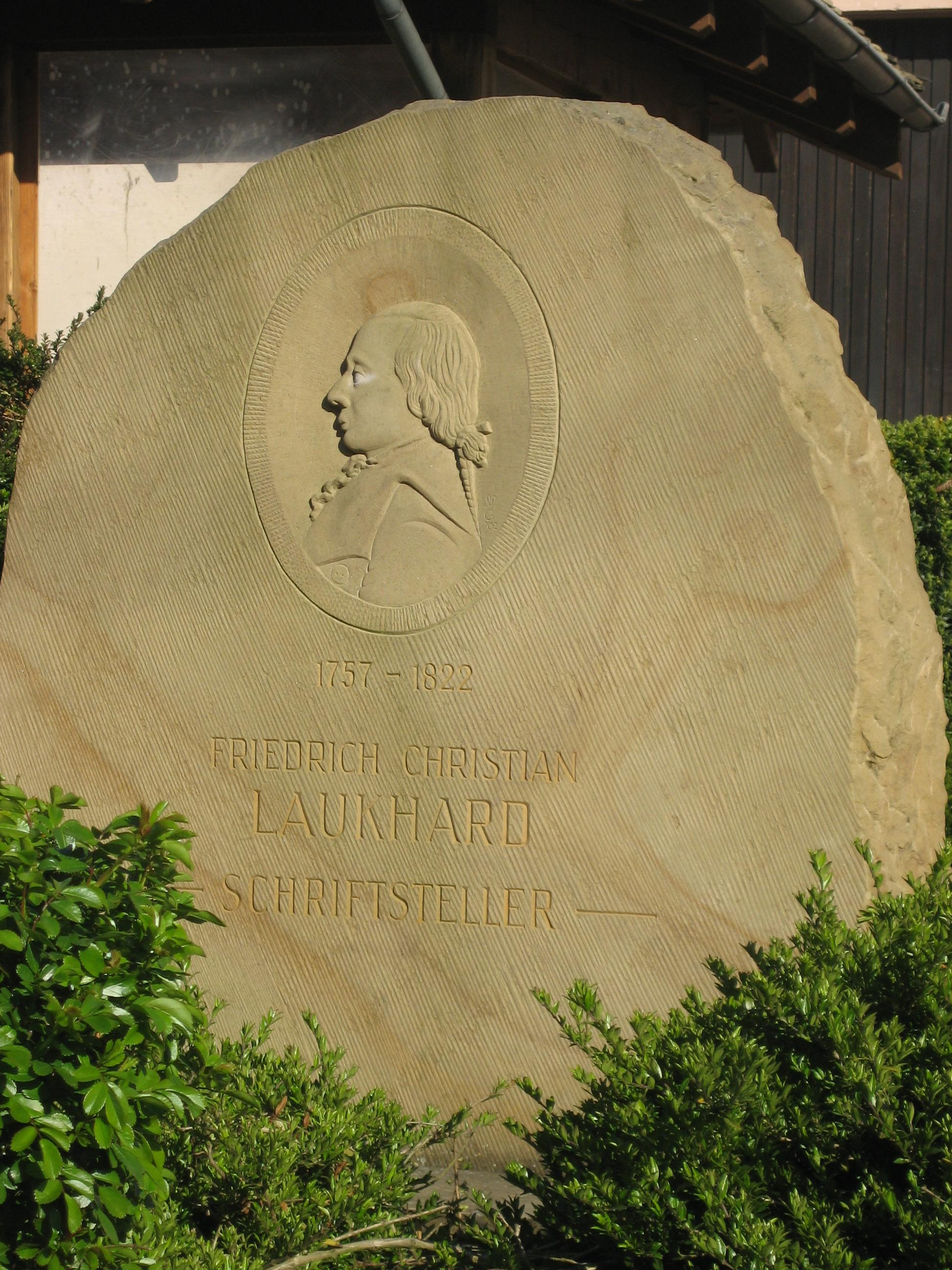
Laukhard-Denkmal Wendelsheim

Laukhards lebendig und realistisch geschilderten Erlebnisse Leben und Schicksale von ihm selbst beschrieben sind von kulturgeschichtlichem Interesse. An seiner alten Wirkungsstätte, der evangelischen Kirche im Hunsrückdorf Veitsrodt, wird seit 2010 mit einer jährlichen Predigt im Sinne der Aufklärung an den unkonventionellen Pfarrer und Literaten erinnert. Die erste Laukhard-Predigt hielt Erhard Eppler.

### Rezeption
Laukhards Hauptwerk, seine autobiographisch-dokumentarische Schrift „Leben und Schicksale“, war bei ihrem Erscheinen ein Verkaufserfolg und machte den Magister auf einen Schlag zu einem bekannten und skandalumwitterten Autor. Und auch seine anderen Schriften, darunter viele Trivialromane, fanden durchaus ihre geneigte Leserschaft. Dauerhafter Ruhm blieb Laukhard dann aber doch verwehrt. Im 19. Jahrhundert fielen seine Schriften dem Vergessen anheim.
Dies änderte sich erst mit dem Beginn des 20. Jahrhunderts. Viktor Petersen brachte 1908 eine stark gekürzte Neuausgabe von Laukhards „Leben und Schicksale“ heraus. Da Petersen sein Lesepublikum bloß unterhalten wollte, standen die Passagen im Mittelpunkt der Ausgabe, die Anekdoten und Kuriositäten der längst vergangenen Zopfzeit schilderten. Die Historiker wie auch die Literaturwissenschaftler übersahen Laukhards Werk lange Zeit.
In den 1950er Jahren wurde der Marxist Karl Wolfgang Becker auf Laukhard aufmerksam, denn dieser ließ sich, wenn man die anderen Seiten seines Werkes ausblendete, als radikaler Kirchen- und Religionskritiker und als Anhänger der Französischen Revolution von der DDR-Literatur sehr gut als Vorläufer der sozialistischen Revolution vereinnahmen.
Als dann in der westdeutschen Forschung in den 1970er Jahren das deutsche Jakobinertum und die Radikalaufklärung in den Mittelpunkt des wissenschaftlichen Interesses rückten, sah man in Laukhard, obwohl er wichtige seiner Schriften hochgestellten Aristokraten gewidmet hatte, den frühen Verfechter demokratietheoretischer Grundsätze. „Ob man mit der allzu starken Betonung der einen oder anderen Seite des Laukhardschen Schrifttums der Ambivalenz des Schriftstellers gerecht wird, sei an dieser Stelle in Zweifel gestellt, denn: So wie der Mensch Laukhard voller Widersprüche steckte, so ist es auch sein Werk.“

## Ehrungen
- Die Friedrich Christian Laukhard Gesellschaft in Wendelsheim pflegt seit 2002 das Andenken des Autors mit Veranstaltungen, Ausstellungen und Publikationen.
- In Herrstein-Rhaunen ist die Höhere Sekundarschule Magister Laukhard IGS nach dem Autor benannt.
- An seinem Wirkungsort Veitsrodt ist die Magister Laukhard-Straße nach ihm benannt.

## Werke
- Laukhards Autobiografie: F.C. Laukhards, vorzeiten Magister der Philosophie und jetzt Musketiers unter dem Thaddenschen Regiment zu Halle, Leben und Schicksale, von ihm selbst beschrieben und zur Warnung für Eltern und studierende Jünglinge herausgegeben. Fünf Teile, 1792–1802. Digitalisate
  - Digitalisat von Band I Digitalisat und Volltext im Deutschen Textarchiv; Band II Digitalisat und Volltext im Deutschen Textarchiv; Band III Digitalisat und Volltext im Deutschen Textarchiv; Band IV.1 Digitalisat und Volltext im Deutschen Textarchiv; Band IV.2 Digitalisat und Volltext im Deutschen Textarchiv; Band V Digitalisat und Volltext im Deutschen Textarchiv
- Beyträge und Berichtigungen zu Herrn D. Karl Friedrich Bahrdt’s Lebensbeschreibung, in Briefen eines Pfälzers. 1791 (Digitalisat der Niedersächsischen Staats- und Universitätsbibliothek Göttingen).
- Briefe eines preußischen Augenzeugen über den Feldzug des Herzogs von Braunschweig gegen die Neufranken im Jahre 1792. Sieben Packen, 1793–1796.
  - 2. Aufl. Germanien 1794 – Internet Archive
- Schilderung der jetzigen Reichsarmee, nach ihrer wahren Gestalt. Nebst Winken über Deutschlands künftiges Schicksal. 1796 – Internet Archive.
- Sammlung erbaulicher Gedichte für alle die, welchen es Ernst ist, das Wohl ihrer Unterthanen und Mitmenschen nicht nach dem wankenden Tiger- und Fuchs-Gesetze des Stärkeren oder Listigern zu untergraben, sondern nach dem ewigfesten und ewigheiligen Gesetze der Menschenwürde, der Gerechtigkeit und der Menschenliebe väterlich und brüderlich zu fördern, und dadurch Zutrauen, Ruhe und Menschenwohl, so wohl von Seiten der Obern als der Unterthanen, in Friede und Einigkeit gemeinschaftlich zu begründen und zu erhalten Band I 1796; Band II Altona 1796 – Internet Archive.
- Leben und Thaten des Rheingrafen Carl Magnus, den Joseph II. auf zehn Jahre ins Gefängniß nach Königstein schickte, um da die Rechte der Unterthanen und anderer Menschen respectieren zu lernen. Zur Warnung für alle winzigen Despoten, Leichtgläubige und Geschäftsmänner. 1798 – Internet Archive. Nachdruck: Asclepios-Edition, Homburg/Saar 2004, ISBN 3-935288-19-0.
- Annalen der Universität zu Schilda oder Bockstreiche und Harlekinaden der gelehrten Handwerksinnungen in Deutschland. Zur Auflösung der Frage: woher das viele Elend durch so manche Herren Theologen, Aerzte, Juristen, Kameralisten und Minister. Zwei Bände: 1798 – Internet Archive / 1799 – Internet Archive
- Franz Wolfstein, oder Begebenheiten eines dummen Teufels. Leipzig 1799; Band I (Digitalisat); Band II (Digitalisat der Niedersächsischen Staats- und Universitätsbibliothek Göttingen)
- Zuchtspiegel für Adlige. Paris, 1799.
- Zuchtspiegel für Fürsten und Hofleute. Paris, 1799 – Internet Archive.
- Zuchtspiegel für Theologen und Kirchenlehrer. Paris, 1799.
- Zuchtspiegel für Eroberungskrieger .. und Aerzte. Paris, 1799.
- Der Mosellaner- oder Amicisten-Orden nach seiner Entstehung, inneren Verfassung und Verbreitung auf den deutschen Universitäten dargestellt. Halle 1799.
- Marki von Gebrian, oder Leben und Ebentheuer eines französischen Emigranten. Ein politisch-komischer Roman. Zwei Teile. 1800.
- Bonaparte und Cromwell. Ein Neujahrsgeschenk für die Franzosen von einem Bürger ohne Vorurteil. 1801.
- Bild der Zeiten oder Europa’s Geschichte, seit Carl dem Großen bis auf Bonaparte. Zwei Bände. 1801.
- Die Emigranten oder die Geschichte des Grafen von Vitacon. 1802.
- Eulenkappers Leben und Leiden. Eine tragisch-komische Geschichte. 1804 – Internet Archive.
- Corilla Donati; oder die Geschichte einer empfindsamen Buhlerin. 1804 – Internet Archive.
- Wilhelm Steins Abenteuer. Beschrieben von ihm selbst und herausgegeben von Friedrich Christian Laukhard. 1810.
- Vertraute Briefe eines alten Landpredigers an einen seiner jüngeren Amtsbrüder. 1811.